# تشارلز إيفانز هيوز الثالث
تشارلز إيفانز هيوز الثالث (بالإنجليزية: Charles Evans Hughes III)‏ هو مهندس معماري أمريكي، ولد في 14 مارس 1915 في نيويورك في الولايات المتحدة، وتوفي في 7 يناير 1985.